# CEDRAC
CEDRAC (Centre de documentation et de recherches arabes chrétiennes) ist der abgekürzte Name des Forschungs- und Dokumentationszentrums für arabisches Christentum. Es ist der Université Saint-Joseph, Beirut-Aschrafija angegliedert.
Das international bekannte Zentrum für Forscher sowie angehende Wissenschaftler wurde im Jahre 1991 von Samir Khalil Samir gegründet. Im Jahre 1996 wurde das CEDRAC in die Université Saint-Joseph angegliedert.
Das Zentrum verfügt über 23.000 Bücher und Multimedia-Einheiten. Die Disziplinen sind Geschichte, Philosophie, Philologie, Naturwissenschaften und Religionswissenschaften: christliche, islamische und andere Religionen aus der Region mit Schwerpunkt auf Libanon, Syrien, Irak, Palästina und Ägypten. Die Literatur in mehreren Sprachen umfasst Dokumente über diese Religionen von deren Ursprung bis zur heutigen Zeit. 
Zudem werden Seminare und Konferenzen organisiert und Publikationen angefertigt und herausgegeben. 
Das CEDRAC sieht sich in der Tradition der Forscher Louis Cheikhô und Georg Graf, die zum Ende des 19. und Anfang des 20. Jahrhunderts dieses Gebiet in Beirut bearbeitet haben.